# Fluorocrom

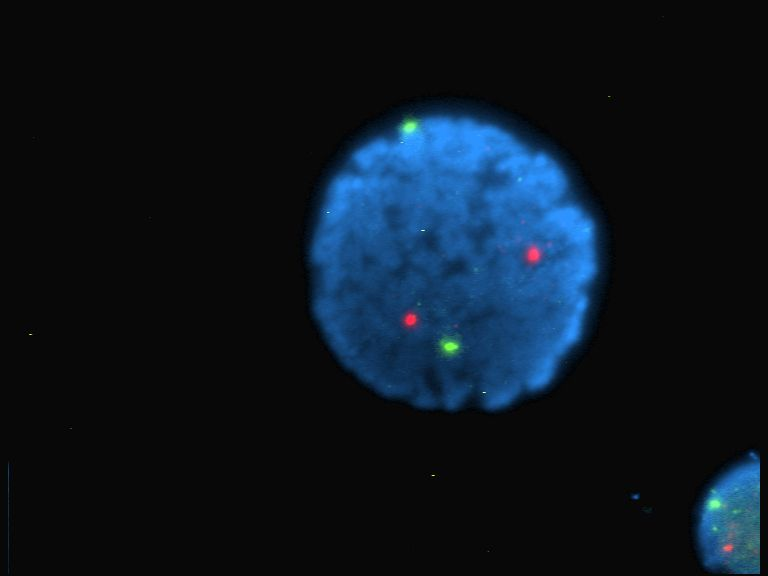
Un nucli d'un limfòcit marcat amb diversos fluorocroms: DAPI (blau, tenyeix l'ADN, i seqüències específiques de dos parells de cromosomes, en verd i vermell (FISH).

Un fluorocrom o fluoròfor, per analogia amb els cromòfors, és un component d'una molècula que fa que aquesta sigui fluorescent. És un grup funcional de la molècula que absorbirà energia d'una longitud d'ona específica i la tornarà a emetre en una altra determinada de major longitud d'ona (és a dir, amb menor energia). La quantitat d'energia emesa i la seva longitud d'ona depenen tant del mateix fluorocrom com del seu ambient químic.
Aquesta tecnologia és particularment important en el camp de la bioquímica i dels estudis sobre proteïnes, per exemple en immunofluorescència i immunohistoquímica, o en l'anàlisi d'ADN, mitjançant la tècnica de PCR en temps real.
L'isotiocianat de fluoresceïna, un derivat reactiu de la fluoresceïna ha estat un dels fluorocroms que més habitualment s'han unit químicament a altres molècules no fluorescents per a generar noves molècules fluorescents per a les més diverses aplicacions. Altres fluorocroms que han estat comunes al llarg de la història són els derivats de la rodamina, cumarina i cianina. La nova generació de fluorocroms com l'Alexa Fluor o els DyLight Fluor són generalment amb més fotoestabilitat, brillants i menys sensibles al pH que altres colorants estàndard d'excitació i emissió comparable.